# Schön Rezső
Schön Rezső, Schön Rudolf (Pest, 1857. január 10. – Budapest, 1929. február 18.) magyar építész.

## Élete
Szülei Schön József és Klein Jozefa. Pesten, a ferencvárosi plébánián keresztelték 1857. január 12-én. Életéről kevés adat ismert. Elsősorban Budapesten tervezett épületeket a századfordulón. Több építkezésen csak kivitelezőként vett részt. Felesége Ernszt Cecília volt.

## Ismert épületei
- 1889–1890: Reitter-ház, Budapest, Király utca 43/45. (Wagner Józseffel közös munka)[8]
- 1898: Höfler-ház, Budapest, József körút 47.[9]
- 1898–1900: Méhner-ház, Budapest, József körút 77-79.[10]

### Átalakítások
- 1901: Chmel-bérház, Budapest, Klauzál Gábor tér 6. (a ház 1885-ben épült, tervezője nem ismert)

### Csak kivitelező
- 1898: Höfler-ház, Budapest, Krúdy u. 20. / Somogyi Béla u. 43.[11]
- 1905: bérház, Budapest, Boráros tér 3. (tervező: Vágó László és Vágó József)[12]

## Képtár

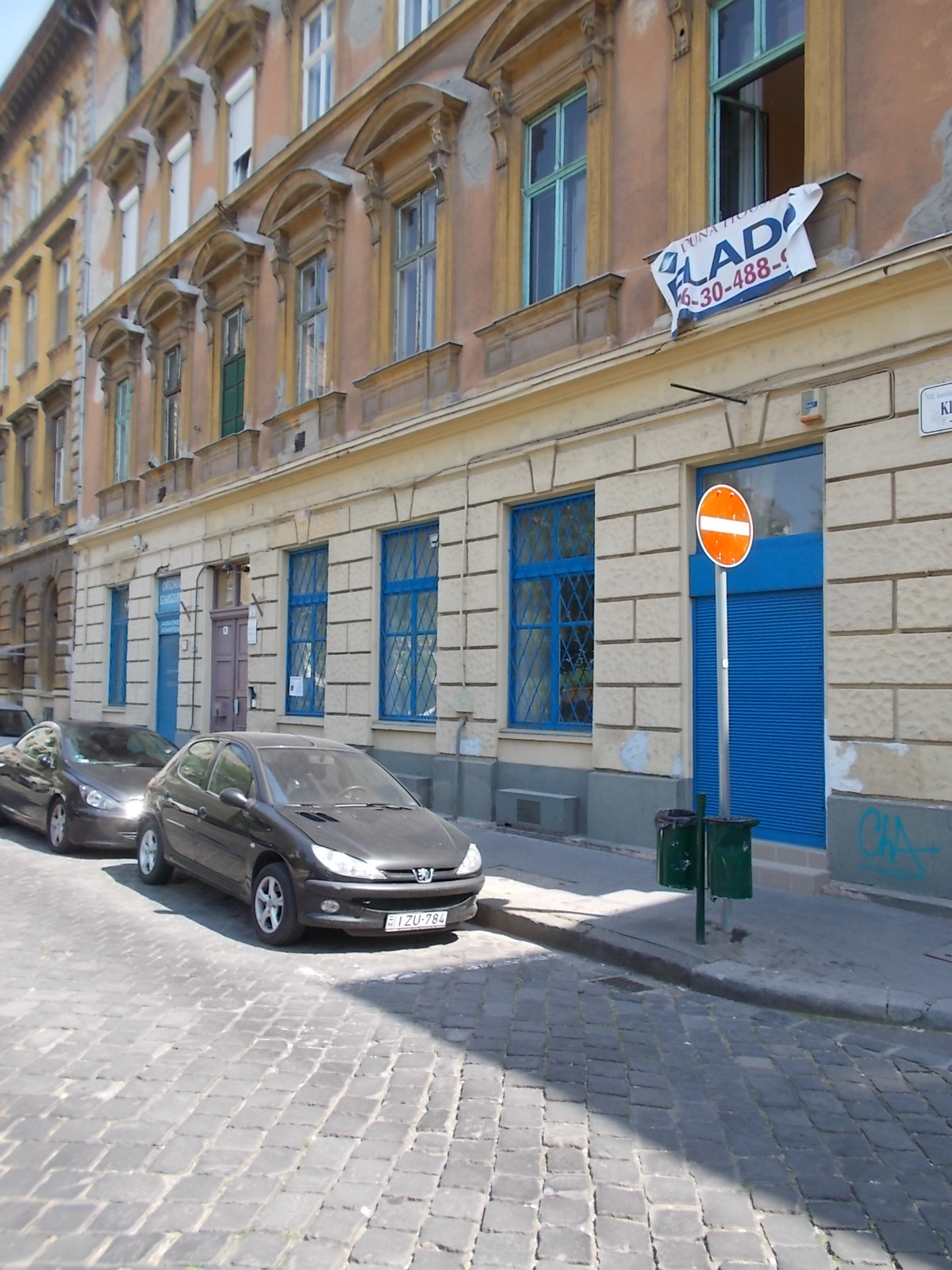
Chmel-bérház
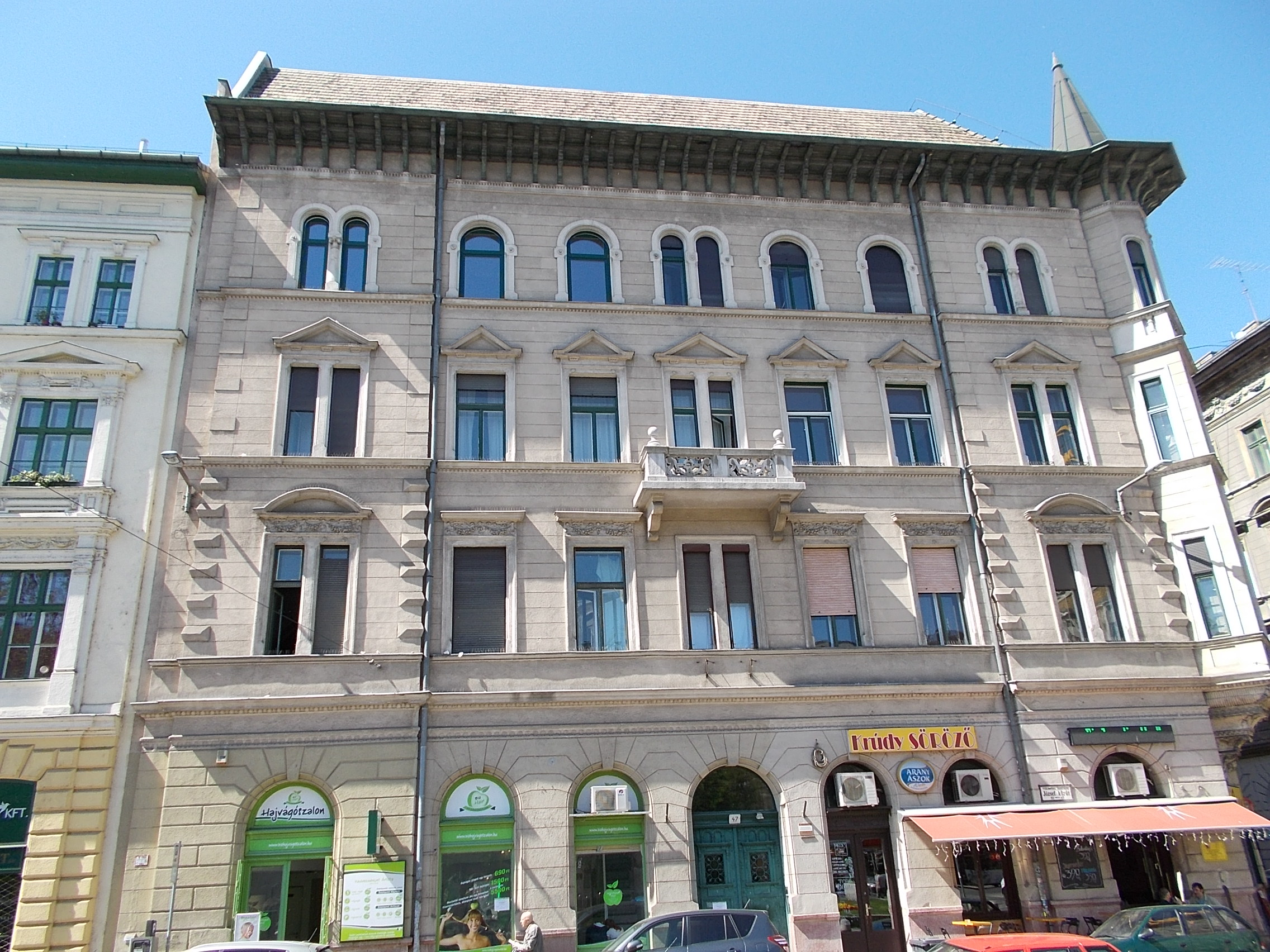
Höfler-ház
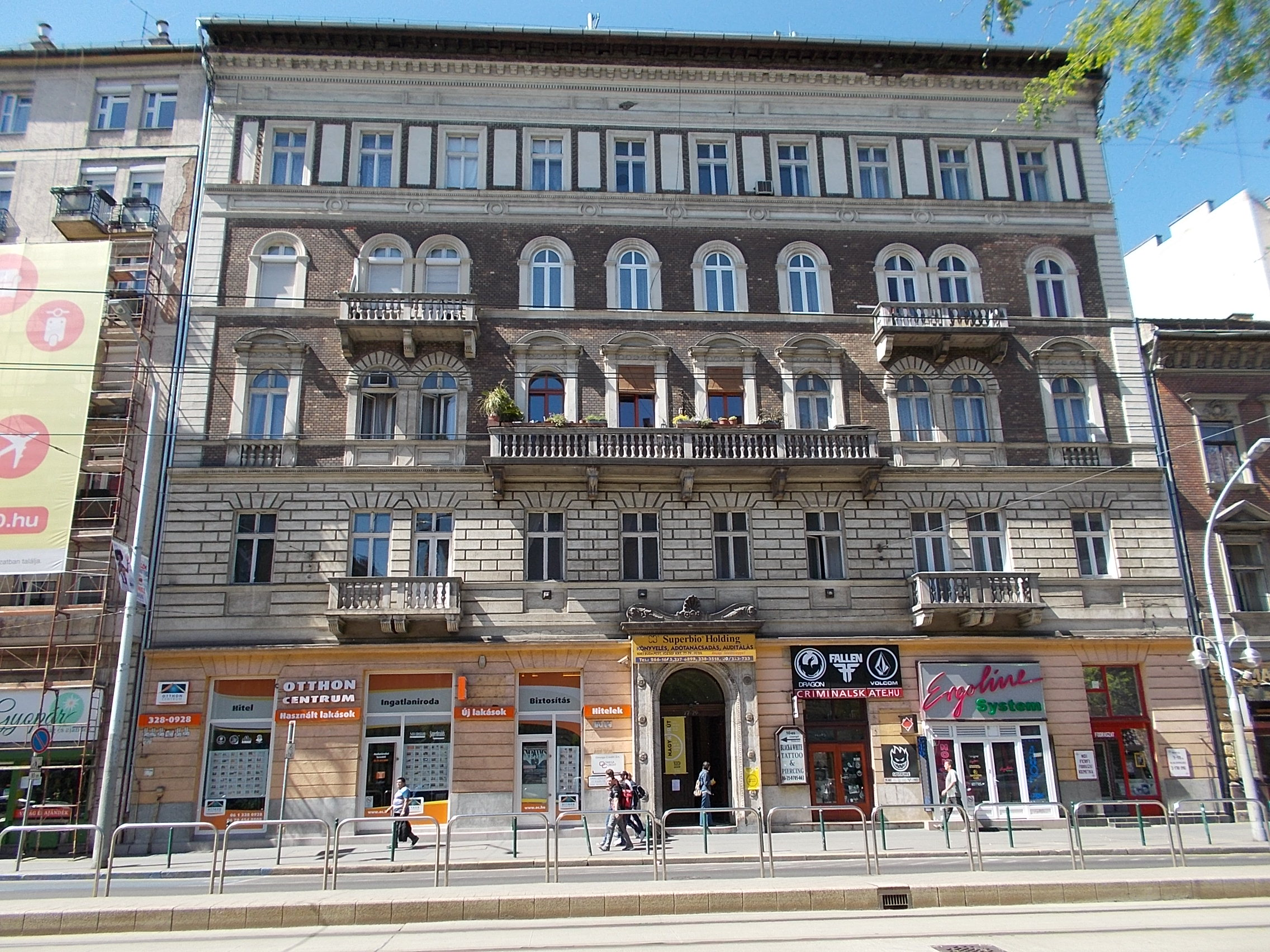
Méhner-ház